# Lorenzo Molas
Lorenzo Miguel Ramón Molas, mais conhecido simplesmente por Lorenzo Molas (Buenos Aires, 22 de março de 1915 - Buenos Aires, 08 de fevereiro de 1994), foi um cartunista argentino que ganhou notoriedade no Brasil por ter sido o introdutor no país da charge esportiva, em 1943. 
À época, ele foi contratado pelo Jornal dos Sports para criar mascotes para os grandes clubes do futebol carioca, que acabaram se tornando bem populares. Para o America, ele criou o desenho de um "Diabo"; para o Botafogo, ele criou a figura de um "Pato Donald nervoso"; para o Flamengo, ele pegou o personagem "Popeye" e o vestiu de rubro negro; para o Fluminense, ele criou o "Cartola"; e para o Vasco da Gama ele criou o "Almirante". Por também trabalhar para jornais argentinos, ele também criou mascotes para os clubes de lá, com destaques para o "Milionário", mascote do River Plate, o "Diabo", do Independiente, e o obeso pizzaiolo “italianado”, do Boca Juniors.

## Carreira
Na Argentina, Molas trabalhou como diagramador e chargista nos periódicos portenhos “Crítica”, “Clarín”, “Hoja da Tarde”, além de colaborar com cartuns eventuais na revista “Mundo Deportivo”.
Numa iniciativa pioneira, o Jornal dos Sports contrataria o cartunista portenho para desenhar charges diárias sobre o futebol carioca. Molas chegara
no Rio de Janeiro no dia 14 de junho de 1944 - aos 29 anos de idade - e veria sua primeira charge publicada no diário esportivo carioca, na primeira página da edição do dia 17 daquele mês.
Além de ter se notabilizado pelo seu trabalho no Jornal dos Sports, ele também trabalhou em outros órgãos da imprensa brasileira, como “A Última Hora” e “O Globo Esportivo”. No “A Última Hora”, Molas criou uma série que era publicada na seção de esportes chamada de "Os Impossíveis", que mostrava diariamente cenas improváveis de serem observadas em uma partida de futebol.
No Jornal dos Sports, seus cartoons tinham como tema a metáfora da conquista amorosa, em que as mascotes dos times do futebol carioca disputavam todo ano a mão de uma nova Miss Campeonato, figura alegórica criada para representar a ideia abstrata do título de campeão. 

## Os mascotes dos clubes
A inspiração para a criação das mascotes dos clubes foram:
- O "Diabo" do América Football Club - O personagem alude ao vermelho vivo das cores do time e também ao seu costume de “infernizar” os rivais[1];
- O "Pato Donald nervoso" do Botafogo - Molas ironizou a irritabilidade e o espírito contestador atribuídos pela imprensa ao clube alvinegro, ao adotar a imagem do Pato Donald, famoso pelos seus ataques de fúria[1];
- O "Popeye rubro-negro" do Flamengo - O bicampeonato Carioca conquistado após superar momentos iniciais complicados levou Molas a escolher o Popeye, por encontrar forças adicionais em suas latas de espinafre[1];
- O "Cartola Pó-de-Arroz" do Fluminense - faz alusão as origens aristocráticas do clube[1];
- O "Almirante" do Vasco da Gama - O Vasco foi homenageado pela figura do Almirante, o histórico navegador português, reforçando, assim, os vínculos com a forte presença da colônia lusitana no Rio de Janeiro[1].